# Sibylla Deen
Sibylla Deen é uma atriz australiana, mais conhecida por seus papéis como Nusrat Al Fayeed na série de televisão Tirano, e a Rainha Ankhesenamun na minissérie Tut.

## Início da vida
Deen nasceu em Sydney, na Austrália, origem paquistanesa e de ascendência inglesa.

## Filmografia
| Ano       | Título | Função           | Notas                          |
| --------- | ------ | ---------------- | ------------------------------ |
| 2014-2016 | Tyrant | Nusrat Al-Fayeed | Papel recorrente; 20 episódios |
| 2015      | Tut    | Ankhesenamun     | Minissérie; papel principal    |
| 2017      | Lucia  | The last ship    | Serie; papel secundário        |